# جنة لم تسقط تفاحتها (رواية)
جنّة لَم تَسقُط تُفاحَتها، رواية صدرت في 2017 للروائية ثورة حوامدة (ولدت عام 1990 في السموع) وهي كاتبة فلسطينية. توجت الرواية بجائزة كتارا للرواية العربية عن فئة الروايات المنشورة 2018.

## ملخص الرواية
"جنّة لم تسقط تفاحتها" هي رواية تركز بشكل صريح على واقع فلسطين وصراعها، تستعرض تحديات الحياة اليومية والعواطف الرومانسية في سياق الاحتلال الإسرائيلي. يتبع النص تفاعلات شخصياته مع الصراع والتراث الوطني، مع تسليط الضوء على القيم الوطنية وروح المقاومة. الرواية تجمع بين الواقع والرومانسية لإلقاء نظرة فاحصة على تأثير الاحتلال وتأثيره على الهوية الوطنية والحلم بالعودة.

## جوائز
توجت الرواية بجائزة كتارا للرواية العربية في فئة "الروايات المنشورة" 2018.